# Bede BD-10
Die Bede BD-10 ist ein einstrahliges Leichtflugzeug, das von dem US-amerikanischen Hersteller Bede Jet Corporation auch als Selbstbauflugzeug angeboten wurde. Das Flugzeug sollte nach Werbeaussagen in der Lage sein mit Überschallgeschwindigkeit zu fliegen, was jedoch nicht erreicht werden konnte.

## Geschichte
Für die Entwicklung war Jim Bede verantwortlich. Die Entwicklung begann im Jahre 1983. Anfang August 1993 kam der erste Überschalljet zur Selbstmontage auf den Markt. Die Entwicklung war mit großen Schwierigkeiten verbunden und stand nach dem Verlust des Prototyps kurz vor dem Abbruch. Die Rechte zum Bau und der Weiterentwicklung der zivilen Variante wurde an die Firma Peregrine Flight International verkauft.

## Ausstattung
Diese Maschine besitzt keine Hydraulik oder Seile, sondern nur eine mechanische Steuerung. Die Steuerflächen werden über Schubstangen gesteuert. Es ist ein zentraler und ein seitlicher, damit verbundener Steuerknüppel vorhanden. Im Bug ist ein einfaches Wetterradar verbaut. Unter einer großen einteiligen Cockpithaube findet die zweiköpfige Besatzung Platz. Die zivile Variante hatte im Gegensatz zur Militärversion keine Schleudersitze. Die Hydraulik beschränkt sich auf die Radbremsen und das Fahrwerk. Das Cockpit konnte mit einer einfachen oder umfassenderen Ausstattung bestellt werden. Das Triebwerk wurde mit kleinen elektrisch beheizbaren Lufteinlässen vor Vereisung geschützt. Die Flugzeugzelle besteht zu 60 % aus Metall und 40 % aus Verbundwerkstoffen, darunter ist eine leichte, stabile Alulegierung und eine Wabenstruktur aus Aluminium. Als Antrieb dient ein Strahltriebwerk des Typs General Electric CJ-610. Der Tankeinlass befindet sich auf der Rumpfoberseite.

## Verkauf
Der Kunde konnte die Maschine komplett oder als Bausatz bestellen.

## Zwischenfälle
Bisher gab es zwei Unfälle mit je einem Toten mit Maschinen dieses Typs, beide in den Vereinigten Staaten.

## Technische Daten
| Kenngröße             | Bede BD-10                                               |
| --------------------- | -------------------------------------------------------- |
| Besatzung             | 2 Piloten                                                |
| Länge                 | 8,79 m                                                   |
| Spannweite            | 6,55 m                                                   |
| Höhe                  | 2,46 m                                                   |
| Flügelfläche          | 9,1 m²                                                   |
| Leermasse             | 1021 kg                                                  |
| max. Startmasse       | 2015 kg                                                  |
| Antrieb               | ein Strahltriebwerk General Electric CJ-610 mit 13,12 kN |
| Höchstgeschwindigkeit | erflogen etwa Mach 0,85 geplant Mach 1,4 (1.715 km/h)    |
| Reisegeschwindigkeit  | max. 957 km/h                                            |
| max. Flughöhe         | 13.517 m                                                 |
| Anfangssteigrate      | 9150 m/min                                               |
| Reichweite            | Überführungsreichweite 2500 km                           |